# Motoparalotniarstwo na Plażowych Igrzyskach Azjatyckich 2012 - Kombinacja drużynowo
Zawody w kombinacji drużynowej podczas III Plażowych Igrzysk Azjatyckich w Haiyan odbyły się w dniach od 17 do 21 czerwca 2012 roku. Zawody odbyły się w kategorii open. Wystartowali reprezentanci z ośmiu krajów: Chin, Tajlandii, Korei Południowej, Arabii Saudyjskiej, Indonezji, Kataru, Malezji i Afganistanu. Punkty były liczone na zasadzie zsumowania wyników w kombinacji indywidualnej wszystkich zawodników z danego kraju. Wygrała reprezentacja Tajlandii.
| Miejsce | Reprezentacja          | Punkty |
| ------- | ---------------------- | ------ |
|         | Tajlandia (THA)        | 802    |
|         | Chiny(CHN)             | 641    |
|         | Indonezja (INA)        | 495    |
| 4       | Korea Południowa (KOR) | 490    |
| 5       | Malezja (MAS)          | 337    |
| 6       | Arabia Saudyjska (KSA) | 304    |
| 7       | Katar (QAT)            | 92     |
| 8       | Afganistan (AFG)       | 0      |